# Seleção Equatoriana de Futsal Feminino
A Seleção Equatoriana de Futsal Feminino é a seleção oficial de futebol de salão feminino do Equador, e que tem como unidade organizadora a Federação Equatoriana de Futebol, criada em 1926.

## Melhores Classificações
- Torneio Mundial de Futsal Feminino - Nunca participou da competição.
- Campeonato Sul-Americano de Futsal Feminino - Vice-campeã em 2005